# Rebecca Gomperts
Rebecca Gomperts, nota anche come Rebeca Gompers Lodz (Paramaribo, 29 luglio 1966), è un medico olandese e attivista per i diritti delle donne, in particolare per il diritto all'aborto. È la fondatrice di Women on Waves e "Women on Web", che forniscono servizi di salute riproduttiva per le donne in paesi in cui non sono disponibili. Nel 2013 e nel 2014, Gomperts è stata inclusa nella classifica 100 Women della BBC. Nel 2018 ha fondato "Aid Access", che opera negli Stati Uniti. Specialista e attivista per l'aborto, è generalmente considerata la prima attivista per il diritto all'aborto ad attraversare i confini internazionali.
Gomperts è stata inclusa nelle 100 persone più influenti della rivista Time nel 2020.

## Biografia
Nata in una famiglia liberale olandese in Suriname (all'epoca colonia olandese), arrivò nei Paesi Bassi all'età di tre anni ed è cresciuta nella città portale di Vlissingen. A metà degli anni '80 si è trasferita ad Amsterdam, dove ha studiato medicina e arte alla Gerrit Rietveld Academie di Amsterdam. Nel 2011 ha conseguito un master in politiche pubbliche presso l'Università di Princeton e il dottorato di ricerca nel 2014 presso il Karolinska Institute in Svezia.

## Carriera
Dopo gli studi, Gomperts ha lavorato in un piccolo ospedale della Guyana dove è entrata in contatto per la prima volta con donne che soffrivano di complicazioni dopo aborti illegali. Tra il 1997 e il 1998 ha navigato come medico di bordo e attivista ambientale sulla nave di Greenpeace Rainbow Warrior II.
Visitando i paesi dell'America Latina dove l'aborto è proibito o ostacolato in modo significativo, ha conosciuto le storie di varie donne che soffrivano degli effetti di interruzioni di gravidanza eseguite in modo non professionale. Fu allora che iniziò a considerare l'idea di aiutare queste donne, con una nave battente bandiera olandese, su cui si sarebbe applicata la legge olandese. Per poter svolgere legalmente questo progetto,  ha dovuto creare una clinica portatile per aborti. La clinica si basava su un progetto dell'amico di Gomperts, Joep van Lieshout.

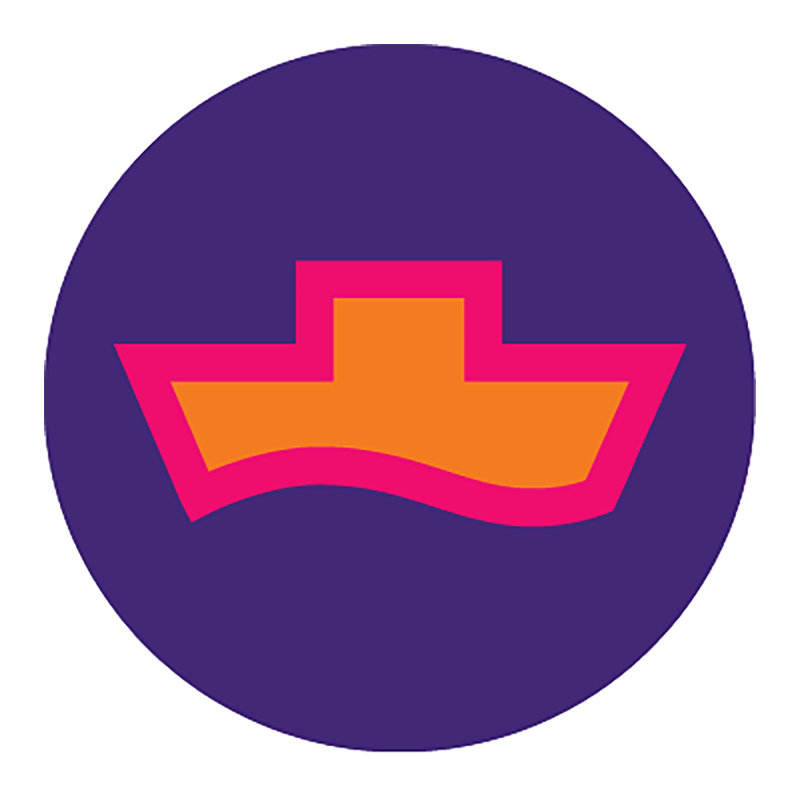
Il logo di Women on Waves

Il confronto con la sofferenza delle donne che non hanno accesso all'assistenza sanitaria e all'aborto sicuro ha spinto Gompert a fondare l'organizzazione nel 1999 Women on Waves, una clinica mobile per aborti che può muoversi legalmente in acque internazionali su una nave. Si tratta di un container modernizzato, dipinto in azzurro, con i loghi Women on the Waves sui lati. All'interno è presente un attrezzato ambulatorio ginecologico. La clinica mobile, chiamata A-Portable, viene utilizzata sulle navi di Women on the Waves. Oltre alle sue funzioni utilitaristiche, è anche considerata un'opera d'arte, tanto è vero che è stata presentata in numerose mostre. Inoltre il progetto di Gomperts è stato sostenuto proprio come "oggetto d'arte funzionale" dalla fondazione d'arte olandese Mondriaan Fund. Nel 2001 l'A-Portable fu esposto alla 49ª Biennale di Venezia. È stato presentato su una zattera, che galleggiava appena fuori nelle acque dell'Arsenale.
Women on Waves ha affrontato molte sfide durante i suoi viaggi, in uno di questi viaggi, in Portogallo, alla sua clinica mobile non fu permesso di attraccare. Gomperts si è resa conto che poteva raggiungere più persone attraverso Internet di quante ne potesse raggiungere su una barca. "Alla fine la nostra nave non sarà mai una soluzione strutturale per l'enorme numero di donne che hanno bisogno di abortire", ha detto Gomperts. Così, in risposta al crescente numero di richieste di aiuto via e-mail, Gomperts ha fondato nel 2005 l'organizzazione Women on Web. Consiglia alle donne che devono eseguire un aborto da sole perché non hanno accesso agli aborti da parte di professionisti medici sulle possibilità e la disponibilità di farmaci abortivi.
A partire dal 2016, Women on Web riceveva più di 10.000 e-mail al mese da più di 123 paesi. Invece di consegnare pillole abortive dal mare, Women on Web ha utilizzato pochi pacchi per inviare pillole e istruzioni per aborti sicuri a domicilio. Women on Web ha poi lanciato una campagna pubblicitaria che utilizzava codici a barre nascosti in bella vista all'interno delle immagini. Se scansionati, i codici a barre fornivano agli spettatori informazioni sulla pillola abortiva. Nel 2023 Gomperts ha lasciato l'organizzazione.
Nel 2018, Gomperts ha fondato Aid Access, che opera negli Stati Uniti e a livello globale. Aid Access ha inizialmente spedito mifepristone e misoprostolo da una farmacia in India a "decine di migliaia di persone negli Stati Uniti", che compilavano moduli online, escludevano controindicazioni e riportavano una gestazione di 10 settimane o meno. Dal 2023, Aid Access fornisce le pillole attraverso fornitori di assistenza sanitaria con sede negli Stati Uniti.

## Vita privata
Gomperts ha due figli e vive ad Amsterdam.

## Premi e riconoscimenti
- 2001 - Women of the year, Ms magazine
- 2002 -  Clara Meijer-Wichmann Penning
- 2002 - Premio Donne che fanno la storia da Planned Parenthood di New York City
- 2004 - "Premio Margaret Sanger Donna di Valore" Planned Parenthood New York City
- 2005 - The 1000 PeaceWomen are activists from around the world who were collectively nominated for the 2005 Nobel Peace Prize
- 2005 - Premio Rosie Jimenez dal Women's Medical Fund
- 2007 - Global Women’s Rights Awards, Feminist Majority Foundation, Los Angeles, USA
- 2011 - First "Women Deliver 100" list marks 100th International Women's Day, featuring women and men who have fought to improve girls' and women's lives worldwide
- 2012 - Allan Rosenfield Award for Lifetime Contributions to International Family Planning by the Society of Family Planning
- 2013 - BBC 100 Women
- 2014 - BBC 100 Women
- 2015 - global thinkers by Foreign Policy
- 2015 - Els Borst Oeuvreprijs by VNVA (Vereniging van Nederlandse Vrouwlijke Artsen)
- 2020 - Time's 100 list of most influential people of the world
- 2022 - MS top feminists
- 2022 - Aletta Jacobs prize
- 2022 - Glamour women of the year
- 2022 - Bloomberg 50: The people and ideas that defined global business in 2022
- 2022 -  The Financial Times 25 most influential women
- 2023 - Lovie Special Activist of the Year Award
- 2024 - Princeton School of Public and International Affairs Dean's Leadership lecture by Rebecca Gomperts: The State of Women's Healthcare

## Documentario
Vessel, un pluripremiato documentario su Women on Waves, è stato presentato in anteprima nel 2014 al Southwest Film Festival. Questo documentario descrive la creazione di una rete di attivisti per la salute riproduttiva guidati da Gomperts.

## Ricerca
Rebecca Gomperts è coautrice di quasi 100 articoli scientifici.